# Giun tóc
Giun tóc (Danh pháp khoa học: Trichuris trichiura) là một loài giun ký sinh ở người chuyên hút máu và gây ra bệnh thiếu máu. Loại giun này thường sống bám vào niêm mạc ruột để hút máu nên rất dễ gây viêm loét ruột. Ngoài ra chúng còn chiếm đoạt thêm những chất cần thiết cho cơ thể như: vitamin B12, protein, huyết thanh, acid folic.

## Ký sinh
Bệnh do giun tóc hay gặp ở người trưởng thành, tăng theo tuổi. Trong trường hợp người bệnh nhiễm ít giun thì hầu như không có biểu hiện lâm sàng, chỉ khi bệnh nhân nhiễm nặng (thường là trên 50 con) thì triệu chứng lâm sàng mới rõ. Giun tóc thường ký sinh ở manh tràng, làm tổn thương niêm mạc ruột gây kích thích ở ruột già, bệnh nhân có triệu chứng giống kiết lỵ, người bệnh đau bụng, đi ngoài nhiều lần nhưng mỗi lần chỉ được một ít phân có thể có lẫn máu, vừa đi ngoài xong bệnh nhân lại cảm giác mót rặn, có bệnh nhân đi ngoài tới 20 - 30 lần trong ngày.
Có trường hợp giun tóc có thể chui vào ruột thừa gây viêm ruột thừa, nếu không được xử trí sớm có thể dẫn đến viêm phúc mạc, gây tử vong. Những bệnh nhân có giun tóc còn hay bị nổi mẩn ngứa, dị ứng. Bên cạnh đó, người bệnh còn có biểu hiện rối loạn sinh lý: nữ thì bị rối loạn kinh nguyệt, nam thì bị yếu sinh lý hoặc bất lực, trẻ em thiếu protein máu và chậm lớn. Ngoài ra, một số bệnh nhân còn có biểu hiện chán ăn, buồn nôn, đau lưng, nhức đầu…
Nếu số lượng giun tóc nhiều bệnh nhân còn có biểu hiện thiếu máu, người mệt mỏi, da xanh, niêm mạc nhợt, hay bị hoa mắt chóng mặt ù tai, tóc khô dễ rụng, móng tay nhiều khía dễ gãy. Nguyên nhân thiếu máu do giun tóc hút máu khi cắm đầu vào niêm mạc ruột, số lượng máu mỗi ngày cho mỗi con giun tóc hút ít hơn giun móc/mỏ, mỗi lần hút máu một con giun tóc có thể cắm vào vài vị trí niêm mạc ruột và làm chảy máu tại vị trí hút máu. Mỗi ngày hút máu vật chủ 0,2ml/con (giun móc) và 0,005ml/con (giun tóc). Do có khả năng hút máu, chúng gây thiếu máu nhược sắc, mệt mỏi, hồi hộp, chóng mặt, nhức đầu, thiếu máu kéo dài, thậm chí suy tim.